# Audiatur et altera pars
Audiatur et altera pars ili audi alteram partem (hrv. neka se čuje i druga strana), latinska je izreka koja se rabi kako bi se označilo pravno načelo prema kojem niti jedna osoba ne bi smjela biti osuđena bez pravednog saslušanja u kojom je svakoj stranci dana mogućnost da odgovori na podnesene dokaze protiv nje. Radi se o načelu preuzetom iz rimskog prava da uvijek treba saslušati i što ona druga strana ima za reći, pa tek nakon toga donijeti pravorijek, zaključak, odluku, presudu.
Audiatur et altera pars smatra se temeljnim načelom pravde i jednakosti u većini pravnih sustava. Načelo uključuje pravo stranke ili njezinog odvjetnika da se suoči sa svjedočenjem protiv njega, imati pravednu mogućnost da se suoči s dokazima, te da ima pravo na odvjetnika, ako je to potrebno na javni trošak, u cilju ispravnog vođenja postupka.